# Le Trombone illustré
Le Trombone illustré was van 17 maart tot 20 oktober 1977 een bijlage van 8 pagina's in weekblad Spirou. Het werd bedacht door André Franquin en Yvan Delporte. Een Nederlandse vertaling kwam er niet.

## Geschiedenis
Le Trombone illustré was een idee van Franquin om wat meer diepgang te steken in Spirou, dat volgens hem vooral uit was op verkopen maar niet op vernieuwen. Franquin was echter trouw aan uitgeverij Dupuis en in de plaats van een eigen magazine op de markt te brengen, vond hij het een beter idee het oude blad van binnenuit te vernieuwen. Hij wilde ook meer actualiteit betrekken in het blad. Samen met Delporte groeide het idee. Ze stapten op de uitgever af. Hij kon Franquin weinig weigeren en het blad zou er komen. Als bijlage van Spirou, maar verder wel onafhankelijk van het blad, vooral gericht op de oudere lezers van Spirou. Er zouden ook veel andere tekenaars aan bod kunnen komen, die bijvoorbeeld in het buitenland of bij andere uitgeverijen actief zijn. Veel auteurs meldden zich ook spontaan aan, zelfs als het beloofde loon lager lag dan wat ze gewoon waren.
De aankondiging voor de bijlage gebeurde in de stijl van de geboorte van Guust: eerst een aantal weken nieuwsgierigheid opwekken. Er verschenen meldingen dat er mensen illegaal de apparaten van Spirou gebruikten. Zo kon ook meteen de onafhankelijkheid van het blad duidelijk gemaakt worden. De bijlage zelf vermeldde ook duidelijk dat het om een losstaande bijlage gaat, met eigen medewerkers. De woorden "clandestien" en later "piraatuitgave" in een ondertitel moesten dat nog extra in de verf zetten.
Na 30 nummers hield de bijlage er al mee op. De uitgever had steeds meer kritiek op de inhoud van Le Trombone illustré zodat besloten werd dat er onder deze omstandigheden van censuur niet langer gewerkt kan worden.
Hoewel deze bijlage slechts kortstondig bestond, was het voor veel tekenaars een belangrijke opstap of wending in hun carrière. Latere pogingen om gelijkaardige bijlagen te maken, mislukten vruchteloos.
In mei 1982 verscheen er met toestemming van Delporte en Franquin in het stripblad Bédécup een extra uitgave van deze bijlage vol ongepubliceerd materiaal dat niet eerder gepubliceerd werd wegens censuur.

## Inhoud
Elk nummer werd voorzien van een grote titelafbeelding. De meeste (26) werden verzorgd door Franquin die er steeds terugkerende elementen in verstopte. Een oude brompot die in de eerste O van Trombone woont, twee kindjes die een spelletje toc-toc spelen, een kindje met een plant, een hondje, een jongeman met een trombone en zijn geliefde, een vogel, een verstokte roker, een bisschop en de Marsupilami. Daarnaast was er nog een jongeman die zich ontfermde over het accent op illustré, waar Franquin elke week wel iets mee uitspookte. Hij vond het een lelijk accent en verving het door de gekste dingen.
Franquin leverde ook vaak afbeeldingen om het blad op te vrolijken en hij lanceerde er zijn reeks Zwartkijken.
Elk album begon ook met een inleidend tekstje van Jules-van-Smith-aan-de-overkant, een personage uit Guust. Hij stelde nieuwe rubrieken of strips voor of beschreef bepaalde situaties die zich voordeden bij het maken van de bijlage. Vaak verschenen ook maatschappelijke stukjes (zoals door Nana over feminisme). Af en toe werden ook wat kleine spelletjes gelanceerd. Daarnaast had je ook korte verhaaltjes die de wereld op een andere manier belichtten, vaak binnen een sciencefictioncontext. Er was natuurlijk vooral plaats voor strips. Elke week verscheen German en wij... van Frédéric Jannin, voor de rest waren er veel eenmalige bijdragen of zaten er tussenpozen tussen de bijdragen.
Enkele van de auteurs die meewerkten: Alexis, Bert Bertrand, Bilal, Claire Bretécher, Fredric Brown, Didier Comès, Thierry Culliford, Dany, Degotte, Deliège, Yvan Delporte, Didgé, Ernst, René Follet, F'murr, Franquin, Marcel Gotlib, René Hausman, Frédéric Jannin, Jijé, Loup Durand, Mézières, Michel Modo, Moebius, Peyo, Roba, Grzegorz Rosiński, Sirius, Jacques Tardi, Marc Wasterlain, Will, Peter de Smet.

## Boeken
In 1980 verschenen bij Dupuis de 30 nummers in een boek met dezelfde naam. Franquin tekende speciaal hiervoor een nieuwe titelafbeelding. In 2009 verscheen een tweede versie van dit boek. Een herziene versie met extra informatie en een nooit eerder verschenen Le Trombone illustré die als cadeau diende voor de vijftigste verjaardag Yvan Delporte.
In 2005 verscheen bij Marsu Productions een boek met daarin alle 26 titelafbeeldingen die Franquin voor de bijlage had gemaakt. Yvan Delporte gaf daarbij nog commentaar op de ontwikkeling en teloorgang ervan.
Al deze boeken verschenen alleen in het Frans.
- (fr) Le Trombone illustré, Dupuis, 1980.
- (fr) Yvan Delporte, Le Trombone illustré, Marsu Productions, 2005.
- (fr) Le Trombone illustré, Dupuis, 04/09/2009.

## Straat
In 2007 kreeg de Brusselse Schildknaapstraat als alternatieve naam "Le Trombone Illustréstraat".